# Ô môi (thực vật)
Ô môi là loài thực vật có danh pháp khoa học: Cassia grandis L.f., thuộc phân họ Vang.

## Mô tả
Cây gỗ trung bình, cao 10–20m, phát triển trung bình, phân cành lớn, mọc ngang thẳng, vỏ thân nhẵn, những cành non có lông màu rỉ sắt, cành già màu nâu đen. Lá kép lông chim với 8 - 20 đôi lá phụ dạng thuôn dài tròn cả hai đầu, dài 7–12 cm, rộng 4–8 cm, có phủ lông mịn, màu xanh bóng, gân rõ. Cụm hoa nở rộ khi lá rụng, dạng chùm dài mang hoa lớn, xếp thưa, màu hồng đậm, thõng xuống. Hoa màu hồng tươi mọc thành chùm ở những kẽ lá đã rụng. Quả hình trụ dẹt dài 40–60 cm, cong như lưỡi liềm, đường kính 3–4 cm, có 50-60 ô, mỗi ô chứa một hạt dẹt màu vàng cứng, quanh hạt có cơm màu nâu đen, vị ngọt, mùi hắc.

## Phân bố
Cây có nguồn gốc từ các nước Nam Mỹ, được trồng làm cây lấy bóng mát, hoa đẹp ở nhiều nước trên thế giới. Ở Việt Nam, ô môi trồng chủ yếu ở các tỉnh phía Nam.

## Công dụng
Cây làm cảnh vì hoa đẹp.

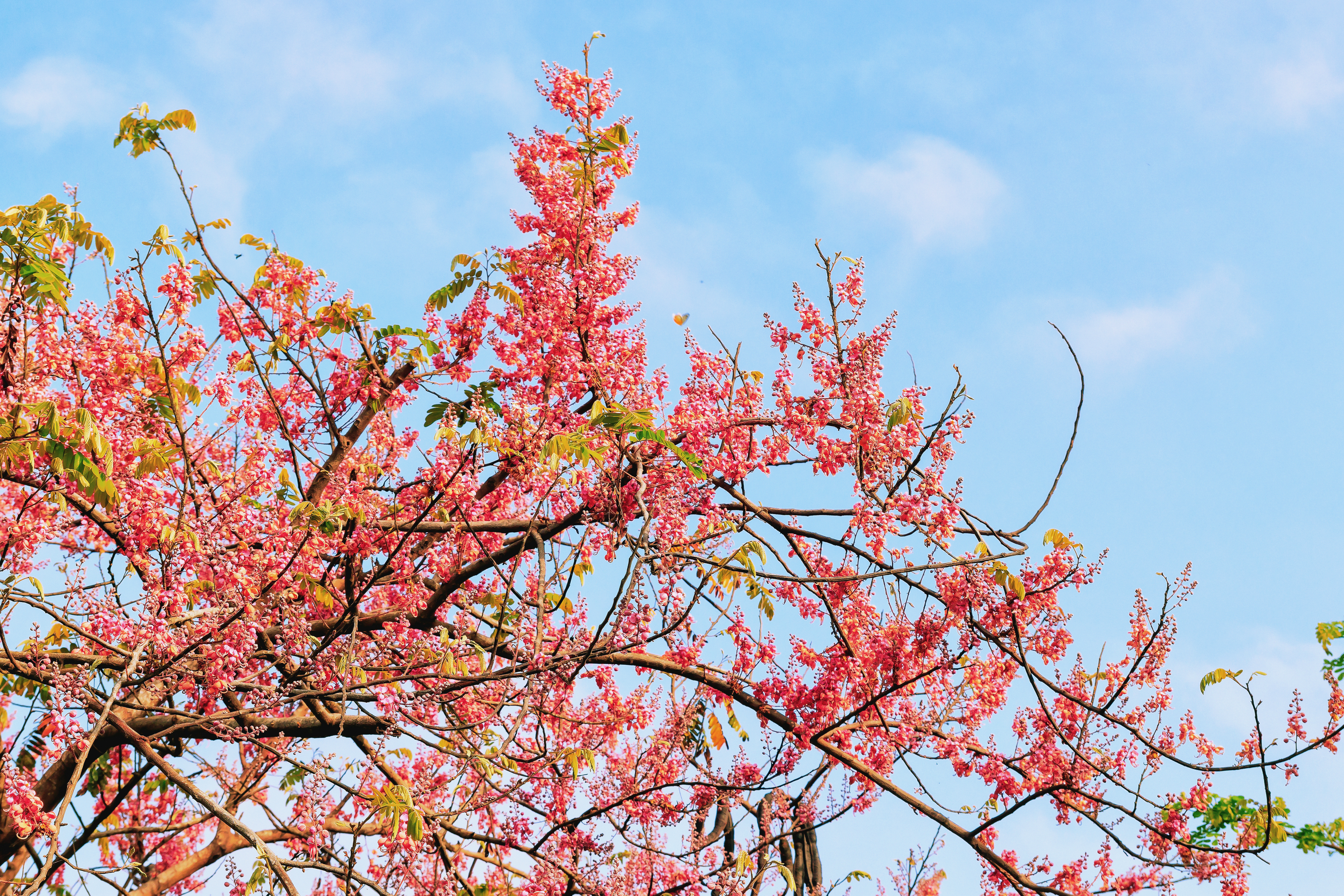
Hoa ô môi ở miền nam Việt Nam.

Cơm quả dùng ăn chơi hoặc ngâm rượu làm thuốc có tác dụng giúp ăn ngon miệng, tiêu hóa tốt, chữa đau lưng, đau xương, nhức mỏi.
Hạt ô môi ngâm nước nóng tới khi lớp vỏ cứng bong mềm ra, lấy nhân bên trong, đem nấu với nước đường cho mềm, dùng trong chè giải khát, tương tự như các loại hạt trong sâm bổ lượng.
Cao cơm quả ô môi là thuốc kích thích tiêu hóa, nhuận tràng.
Lá ô môi dùng tươi đem giã nát, xát vào những vết hắc lào, lở ngứa, có thể chữa khỏi. Lá ô môi sắc nước làm thuốc cũng có công dụng chữa đau lưng, nhức mỏi như cơm quả.
Với nhiều công dụng làm thuốc, cây ô môi còn được ví như là Canh ki na của Việt Nam, khiến nhiều người lầm tưởng cây ô môi là cây Canh ki na.

## Biểu tượng trong văn hóa - nghệ thuật
Hoa ô môi đẹp, nét đẹp thơ ca và vì thế nhiều nhạc sĩ, họa sĩ đã đưa hình ảnh của loài hoa dân dã, chân quê vào tác phẩm của mình. Trong "Mùa hoa ô môi" của tác giả Nguyễn Thành Luân, trích một đoạn vọng cổ được soạn giả Viễn Châu đưa hình ảnh hoa ô môi đi vào đời sống văn hóa của người Nam bộ, có đoạn: "Ô môi rụng cánh ngoài sân. Mấy mùa hoa nở mấy năm đợi chờ… Ô môi rụng cánh tơi bời. Chuông tắt lâu rồi, tôi còn đứng mong ai".
Một nhạc sĩ nổi tiếng khi ghé thăm vùng Đồng Tháp Mười, cũng từng phải thốt lên khi nói về loài hoa rất đặc biệt của miền Tây: Có một bài hát mà đọng lại trong tôi bao tò mò "Ai về miền Nam, qua Đồng Tháp Mười, gặp hoa ô môi, biết mùa xuân đã tới…".

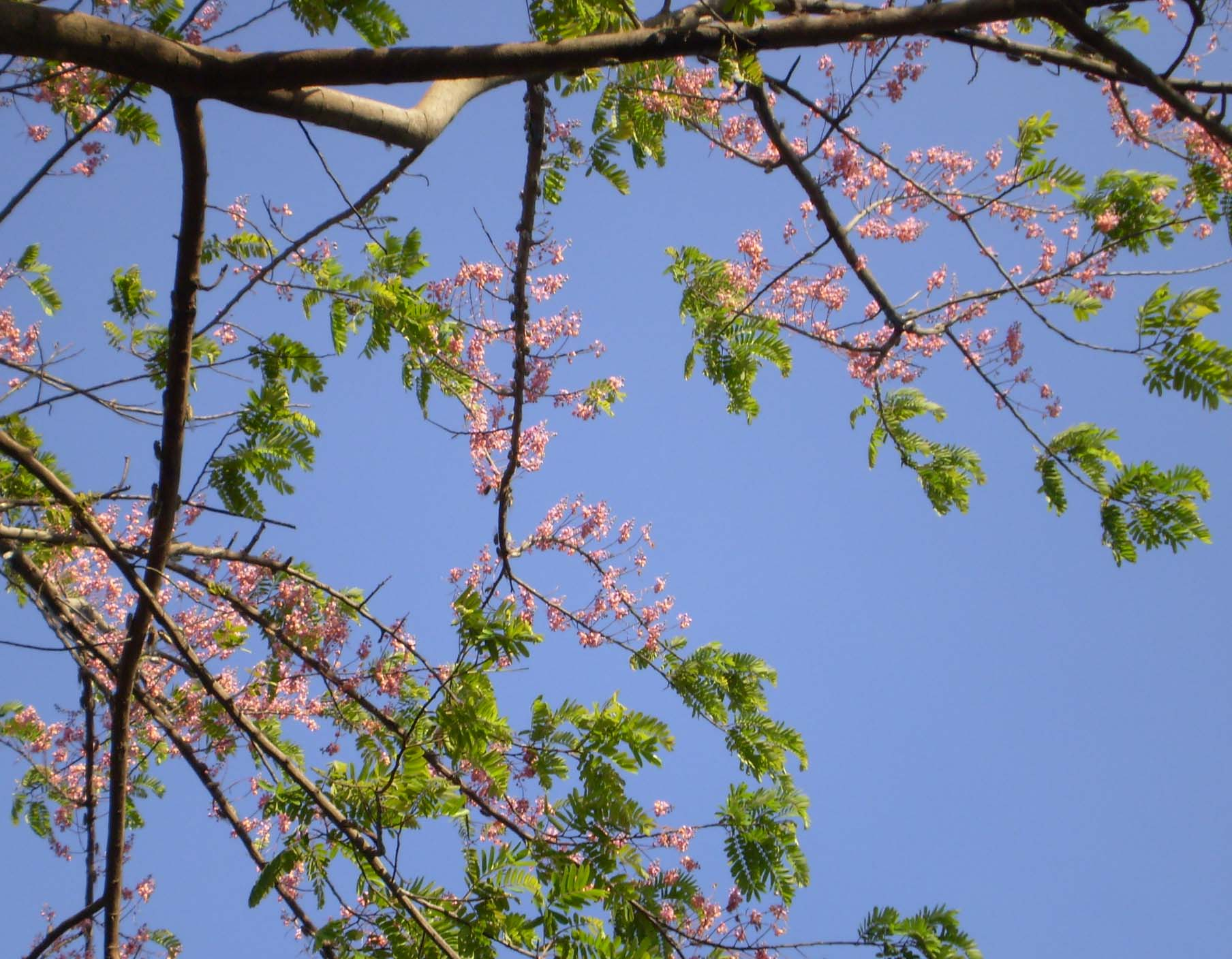
Hoa cây ô môi